# Förseglade läppar
Förseglade läppar är en svensk dramafilm från 1927 regisserad av Gustaf Molander. 

## Handling
Angela är föräldralös och har uppfostrats i ett kloster i norra Italien. Hon har nu blivit tillräckligt gammal för att prova på livet utanför klostermurarna. 

## Om filmen
Filmen premiärvisades 3 oktober 1927 på ett flertal biografer. Den spelades in vid Filmstaden i Råsunda med extereriörscener från Comosjön och Feltre i Italien.  För foto svarade Julius Jaenzon.  Filmen fick en stor framgång på den svenska landsortens biografrepertoar. Från början var det tänkt att den franska skådespelaren Geneviève Cargèse skulle besätta huvudrollen, men hon insjuknade i Stockholm och ersattes med Mona Mårtenson. 

## Rollista i urval
- Mona Mårtenson – Angela
- Louis Lerch – Frank Wood, konstnär
- Sandra Milowanoff – Marian Wood, hans hustru
- Stina Berg – syster Scolastica
- Edvin Adolphson – Giambatista
- Karin Swanström – tant Peppina
- Hilde Maroff – Maddalena
- Jaro Fürth – pater Vincenzo
- Josua Bengtson – tågresenär
- Gösta Gustafson – tågresenär
- Erik "Bullen" Berglund – konduktör
- Tekla Sjöblom – nunna
- Wanda Rothgardt – novis
- John Melin – kroggäst